# Half Nelson
Pour plus de détails, voir Fiche technique et Distribution.
Half Nelson est un drame américain réalisé par Ryan Fleck sorti en 2006.
Ce film a eu un grand succès aux États-Unis lors de sa sortie, le 22 mars 2006 au cinéma, avec une nomination à l'Oscar du meilleur acteur pour Ryan Gosling. Ce film a aussi été sélectionné au Festival de Deauville, au Festival de Locarno en Suisse, ainsi qu'à de nombreux festivals américains.
Le titre du film désigne aussi une position de combat en lutte. C'est celle qui permet d'immobiliser l'adversaire, difficilement dégageable. Le réalisateur Ryan Fleck, et Anna Boden ont vu dans ce titre une comparaison cachée : il symbolise le fait d'être bloqué dans une position inconfortable, autrement dit celle des protagonistes le long du film.

## Synopsis
Dan Dunne est un professeur de collège qui enseigne l'histoire grâce à la dialectique à des élèves en difficulté de Brooklyn.
Il réussit brillamment sa carrière, bien que sa vie privée se déroule autrement. En luttant entre son désir de changer le monde et la désespérante prise de conscience qu'il en est incapable, il devient dépressif et au bord du suicide, et il s'engouffre dans la drogue.
Cependant, un jour, après l'un de ses cours, une de ses élèves, Drey, le surprend en train de fumer du crack dans les toilettes. À cet instant, malgré leur différence d'âge, le maître et l'élève apprennent à mieux se connaître et à s'entraider.

## Fiche technique
- Titre : Half Nelson
- Réalisation : Ryan Fleck
- Scénario : Ryan Fleck et Anna Boden
- Directeur artistique : Inbal Weinberg
- Décors : Beth Mickle
- Costumes : Erin Benach
- Photographie : Andrij Parekh
- Montage : Anna Boden
- Musique : Doug Bernheim
- Production : Anna Boden, Lynette Howell, Rosanne Korenberg, Alex Orlovsky et Jamie Patricof
- Sociétés de production : Traction Media, Silverwood Films, Hunting Lane Films, Original Media
- Sociétés de distribution : Colifilms Diffusion (France), ThinkFilm Inc. (USA)
- Casting : Eyde Belasco
- Pays d'origine : États-Unis
- Langue originale : anglais américain
- Lieux de tournage :
  - Brooklyn, New York (État de New York)  États-Unis
  - New York (État de New York)  États-Unis
  - Queens, New York (État de New York)  États-Unis
- Format : 1.85:1 - son : Dolby Digital
- Genre : drame
- Durée : 106 minutes
- Dates de sortie :
  -  Suisse : 3 août 2006 (Festival de Locarno 2006)
  -  États-Unis : 11 août 2006
  -  France : 6 septembre 2006 (Festival de Deauville) ; 18 juillet 2007 (sortie nationale)

## Distribution
- Ryan Gosling (VF : Christophe Hespel) : Dan Dunne
- Shareeka Epps (en) (VF : Laura Van Bever) : Drey
- Jeff Lima : Roodly
- Nathan Corbett : Terrance
- Anthony Mackie (VF : Sébastien Hébrant) : Frank
- Deborah Rush : Jo Dunne
- Jay O. Sanders : Russ Dunne
- David Easton : Jeff Dunne
- Tyra Kwao-Vovo : Stacy
- Rosemary Ledee : Gina
- Tristan Wilds : Jamal
- Bryce Silver : Bernard
- Kaela C. Pabon : Kna
- Erica Rivera : Erika
- Stephanie Bast : Vanessa
- Eleanor Hutchins : Simone
- Sebastian Sozzi : Javier
- Monique Gabriela Curnen (VF : Delphine Moriau) : Isabel
- Tina Holmes (VF : Alexandra Correa) : Rachel
- Karen Chilton : Karen
- Starla Benford : la principale Henderson
- Denis O'Hare : Jimbo

## Distinctions

### Récompenses
- 2006 :
  - Festival de Locarno : prix du jury et mention spéciale du jury pour Ryan Fleck
  - Nantucket Film Festival : meilleur scénario pour Ryan Fleck et Anna Boden
  - National Board of Review : meilleur espoir masculin pour Ryan Gosling
  - Seattle International Film Festival : meilleur acteur pour Ryan Gosling
  - Stockholm Film Festival : meilleur acteur pour Ryan Gosling
  - New York Film Critics Circle Awards : meilleur premier film pour Ryan Fleck
  - Philadelphia Film Festival : meilleur réalisateur pour Ryan Fleck
  - San Francisco International Film Festival : meilleur réalisateur pour Ryan Fleck
  - Gotham Awards : meilleur film et meilleur réalisateur pour Ryan Fleck, et meilleure actrice pour Shareeka Epps
  - Festival de Deauville : prix du jury et prix de la révélation pour Ryan Fleck
  - Dallas-Fort Worth Film Critics Association Awards : meilleur réalisateur pour Ryan Fleck
  - Boston Society of Film Critics Awards, prix du meilleur réalisateur pour Ryan Fleck et meilleure actrice dans un second rôle pour Shareeka Epps
- 2007 :
  - Independent Spirit Awards : meilleure performance masculine pour Ryan Gosling et meilleure performance féminine pour Shareeka Epps
  - Festival du film de Las Palmas : meilleur acteur pour Ryan Gosling et meilleur réalisateur pour Ryan Fleck

### Nominations
- 2006 :
  - Chicago Film Critics Association Awards : meilleur acteur pour Ryan Gosling et meilleur espoir féminin pour Shareeka Epps
  - Satellite Awards : meilleur acteur pour Ryan Gosling et meilleur film dramatique pour Half Nelson
- 2007 :
  - Oscars du cinéma : Oscar du meilleur acteur pour Ryan Gosling
  - Screen Actors Guild Awards : meilleur acteur dans un premier rôle pour Ryan Gosling
  - Black Reel Awards : meilleure actrice dans un second rôle et meilleure révélation féminine pour Shareeka Epps
  - Chlotrudis Awards : meilleur acteur pour Ryan Gosling, meilleure actrice pour Shareeka Epps et meilleur film pour Half Nelson
  - Online Film Critics Society Awards : meilleur acteur pour Ryan Gosling, meilleure révélation féminine pour Shareeka Epps et meilleur jeune réalisateur pour Half Nelson
  - Independent Spirit Awards : meilleur réalisateur pour Ryan Fleck, meilleure production et meilleur premier scénario pour Ryan Fleck et Anna Boden
  - Broadcast Film Critics Association Awards : meilleur acteur pour Ryan Gosling et meilleure jeune actrice pour Shareeka Epps